# The Cow's Kimona
The Cow's Kimona é um curta-metragem de comédia mudo norte-americano, realizado em 1936, estrelado por Glenn Tryon com o ator cômico Oliver Hardy. Cenas de Hardy viria a ser excluído.